# Ninki-Nanka
Ninki-Nanka (andere Schreibweise Ninkinanka) ist ein Fabelwesen im westafrikanischen Staat Gambia, vergleichbar mit dem Ungeheuer von Loch Ness. Wie bei anderen Mysterien der Kryptozoologie handelt es sich um einen Mythos.
Armitage's King, wie Ninki-nanka 1922 nach dem britischen Gouverneur Cecil Hamilton Armitage auch benannt wurde, soll nach der Überlieferung in sumpfigen und in moorigen Landschaften Westafrikas zu finden sein. Beschrieben wird es als Tier mit einem langen, mit Schuppen besetzten Körper und einem Kopf ähnlich einem Pferd. Aber es wird auch als krokodilähnlich beschrieben. Längenangaben sind bis 30 Meter gemacht worden. Man vermutet auch, dass sich das Wesen irgendwo in Senegal aufhält. 

## Expedition 2006
Im Juli 2006 führte eine Gruppe von britischen Forschern des Centre for Fortean Zoology auf der Suche nach Ninki Nanka eine Expedition nach Gambia durch. Die Gruppe erreichte einige Aufmerksamkeit in den Medien.